# Рыбаков, Евгений Николаевич
Евгений Николаевич Рыбако́в (27 февраля 1985) — российский легкоатлет (бег на длинные дистанции), бронзовый призёр чемпионата Европы 2012 (Хельсинки) в беге на 10 000 м. Брат Анатолия Рыбакова.

## Биография
Е. Н. Рыбаков родился в г.Белово Кемеровской области 27 февраля 1985 г.
- На европейском чемпионате по кроссу 2004 года в немецком Херингсдорфе занял 2-е место среди юниоров на дистанции 5000 м.
- На молодёжном чемпионате Европы 2005 года в немецком Эрфурте занял 2-е место на дистанции 10000 м.
- На молодёжном чемпионате России 2006 года в Оренбурге занял 1-е место на дистанции 10000 м.
- На чемпионате России по полумарафону 2007 года в Новосибирске занял 1-е место.
- На чемпионате России по кроссу 2008 года в г.Жуковский (Московская область) занял 1-е место в кроссе на 8 км.
- На чемпионате России 2008 года в г.Казань занял 2-е место на дистанции 10000 м.
- На чемпионате России 2009 года в помещении в Москве занял 2-е место на дистанции 5000 м.
- На чемпионате России 2009 года в г.Чебоксары занял 1-е место на дистанции 10000 м.
- На чемпионате России 2010 года в помещении в Москве занял 3-е место на дистанции 5000 м.
- На чемпионате России по кроссу 2010 года в г.Жуковский (Московская область) занял 1-е место на дистанции 8 км.
- На чемпионате России 2010 года в г.Саранске занял 2-е место на дистанции 5000 м.
- На Универсиаде 2011 года в г. Шэньчжэнь (Китай) занял 2-е место на дистанции 5000 м[3].
- На чемпионате России 2012 года в помещении в Москве занял 2-е место на дистанции 5000 м[4].
- На чемпионате Европы 2012 года в Хельсинки занял 3-е место на дистанции 10000 м[5][6].
- На чемпионате России 2013 года в помещении в Москве занял 2-е место на дистанции 5000 м[7].
- На Универсиаде 2013 года в г. Казань (Россия) занял 3-е место на дистанции 10000 м[8].
- Занимал призовые места на различных турнирах по лёгкой атлетике (бегу на стадионе, кроссы, пробеги).

Его брат-близнец Анатолий Рыбаков также является легкоатлетом, бегуном на длинные дистанции, призёром Кубка Москвы — Мемориал В. П. Куца (2012 г.) в беге на 5000 м.

## Лучшие результаты
| Дисциплина            | Результат | Место       | Соревнование                                         | Дата       |
| --------------------- | --------- | ----------- | ---------------------------------------------------- | ---------- |
| 3000 м                | 8:15,16   | Москва      |                                                      | 19.06.2002 |
| 5000 м                | 13:31,36  | Москва      | Кубок Москвы - Мемориал В.П. Куца                    | 13.06.2012 |
| 10000 м               | 28:05,75  | Казань      | Чемпионат России по лёгкой атлетике 2008             | 17.07.2008 |
| полумарафон           | 1:03:04   | Новосибирск | Чемпионат России по полумарафону 2007                | 08.09.2007 |
| марафон               | 2:14.30   | Вена        |                                                      | 17.04.2011 |
| 5000 м (в помещениях) | 13:44,70  | Москва      | Чемпионат России по лёгкой атлетике в помещении 2014 | 19.02.2014 |